# Personnages de Mission impossible
Cet article regroupe les personnages principaux des séries télévisées Mission impossible et de la franchise de films qui en sont adaptés.

## Séries télévisées

### Daniel Briggs
Interprété par Steven Hill dans la 1re saison, 28 épisodes.
Il est le « capitaine » de l'équipe. C'est lui qui reçoit les missions via une voix enregistrée sur bande. Il est ensuite chargé de recruter les meilleurs agents pour mener à bien cette mission. Les agents sont en général Cinnamon Carter, Willy Armitage, Barney Collier et Rollin Hand.
Dan n'est pas toujours actif sur le terrain, il coordonne seulement les missions. C'est un personnage présenté comme froid et calculateur.
Il est ensuite remplacé par James Phelps (Peter Graves) au début de la saison 2 de la série. L'acteur Steven Hill n'avait pas souhaité continuer son contrat, pour libérer son emploi du temps et a trouvé un accord avec les producteurs.

### James Phelps

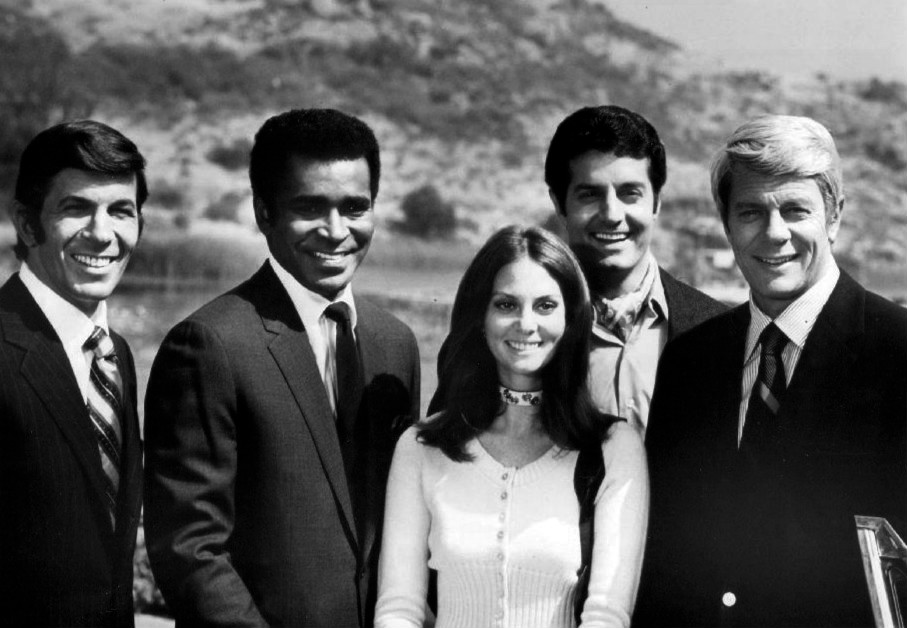
De gauche à droite : Leonard Nimoy, Greg Morris, Lesley Ann Warren, Peter Lupus et Peter Graves.

Interprété par Peter Graves dans les saisons 2 à 7, 143 épisodes.
Phelps est le directeur de l'équipe Impossible Missions Force (en), après le départ de Dan Briggs. Il participe souvent aux missions en y jouant plusieurs rôles variés. Une vingtaine d'années plus tard, il reprend du service après la mort de son successeur Tom Copperfield.

### Barney Collier
Interprété par Greg Morris dans les saisons 1 à 7 et dans 3 épisodes de Mission impossible, 20 ans après, 171 épisodes.
Barnard « Barney » Collier est un agent, spécialiste en électronique et contrefaçons. Il est très habile pour construire toutes sortes de structures. C'est un vétéran de l'US Navy, notamment de la sixième flotte des États-Unis. Dans son dossier IMF, il est mentionné qu'il possède sa propre société d'électronique.

### Willy Armitage
Interprété par Peter Lupus dans les saisons 1 à 7, 161 épisodes.
William « Willy » Armitage est un agent IMF. Il est en quelque sorte « les muscles » de l'équipe.

### Cinnamon Carter

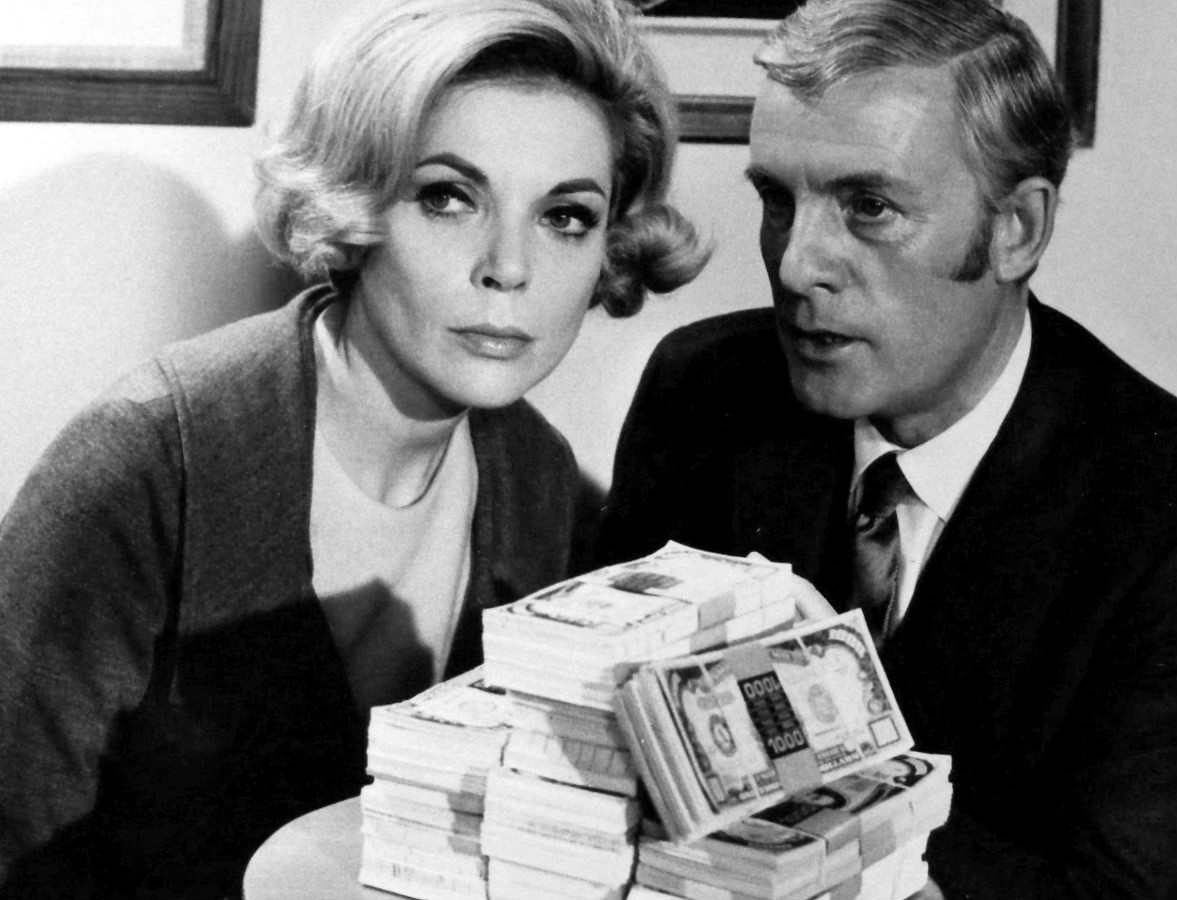
Barbara Bain et Alf Kjellin.

Interprétée par Barbara Bain dans les saisons 1 à 3, 78 épisodes.
Cinnamon est un agent de l'IMF, qui joue souvent la « femme fatale » ou la « fille en détresse » dans les différentes missions de l'équipe. C'est une ancienne mannequin qui a fait la couverture de plusieurs magazines. Elle souffre de claustrophobie, ce qui la handicape pour certaines missions.

### Rollin Hand

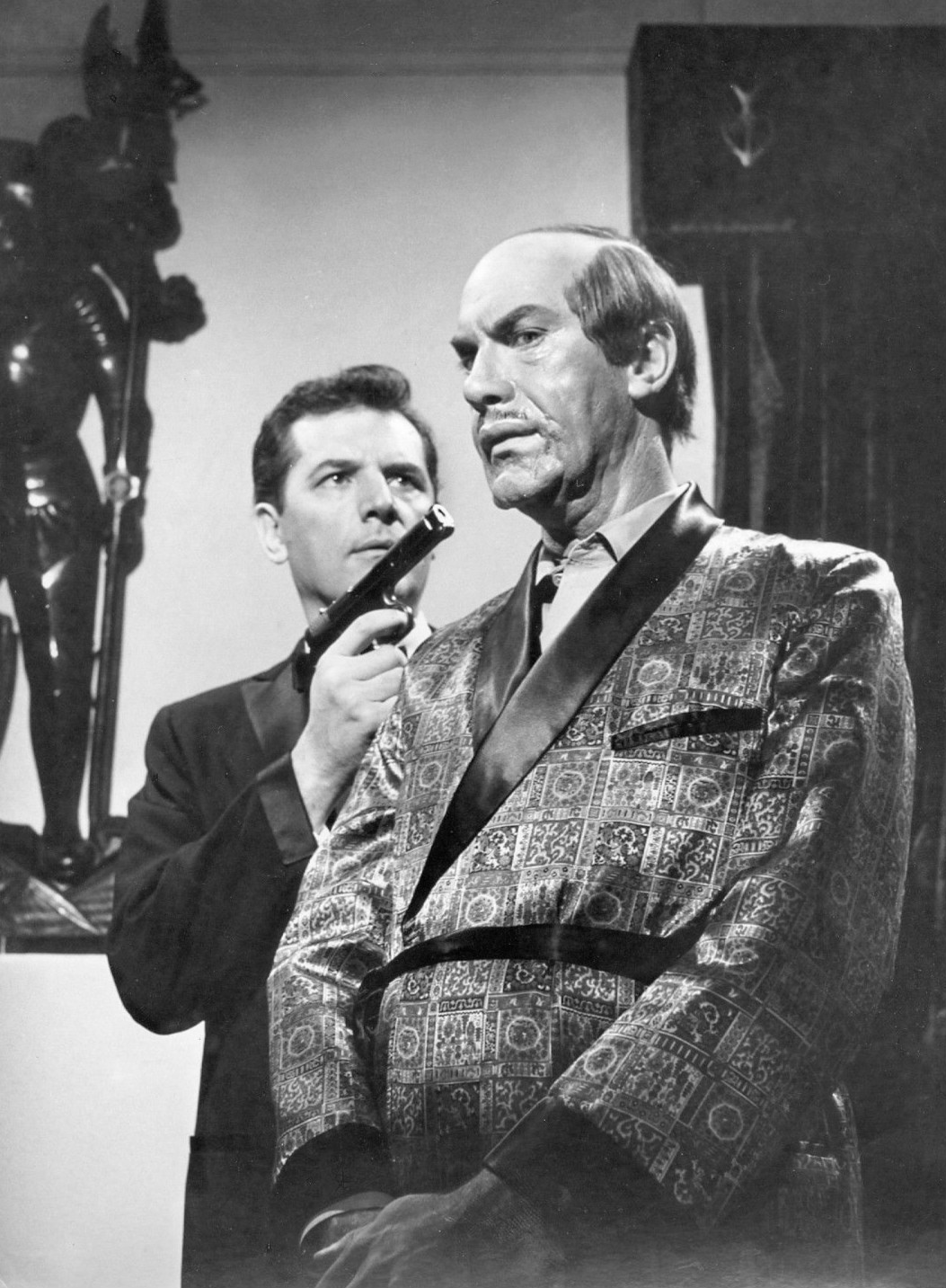
Steven Hill (à gauche), avec Martin Landau dans Mission Impossible (1966).

Interprété par Martin Landau dans les saisons 1 à 3, 76 épisodes.
C'est un spécialiste de la scène, qui a été acteur, magicien et maquilleur. Il met tous ces talents au service de l'équipe. Comme Cinnamon, il quitte IMF en 1969 à propos de problèmes de salaire.

### Paris
Interprété par Leonard Nimoy dans les saisons 4 et 5, 49 épisodes.
Paris est un ancien magicien qui se faisait appeler The Great Paris. Il remplace Rollin Hand au sein de l'équipe. Comme lui, Paris est capable de se déguiser et d'imiter des hommes d’ethnies différentes.

### Lisa Casey
Interprétée par Lynda Day George dans les saisons 6 et 7, 34 épisodes (créditée dans 10 épisodes supplémentaires malgré son absence pour congé maternité et remplacée pour 7 de ces 10 épisodes par Barbara Anderson en tant que Mimi Davis). Elle revient pour un épisode en 1989 dans Mission impossible 20 ans après.
Lisa joue la femme fatale, elle maîtrise les déguisements, le vol à la tire et les cascades.

### Grant Collier
Interprété par Phil Morris dans les 2 saisons de Mission impossible, 20 ans après.
Il reprend le rôle de son père.
Très athlétique, c'est aussi l'expert technique du groupe. Ses compétences sont l'intelligence de niveau génie, l'ingénierie électrique, mécanique ou informatique, furtivité, serrurerie, gestion des systèmes de sécurité, gadgets, surveillance, holographie et pyrotechnie.

### Maxwell Hart
Interprété par Antony Hamilton dans les 2 saisons de Mission impossible, 20 ans après.
C'est un spécialiste du tir, des armes automatiques, de la conduite ou du pilotage. Il possède une grande force physique ainsi qu'une bonne endurance physique, liées à des entraînement militaires.

### Nicholas Black
Interprété par Thaao Penghlis dans les 2 saisons de Mission impossible, 20 ans après.
C'est un « maître du déguisement » dans l'équipe, que l'on peut penser formé par Rollin.

### Shannon Reed
Interprétée par Jane Badler dans les 2 saisons de Mission impossible, 20 ans après.
Recrutée dans l'équipe pour aider à la mission visant à éliminer Luis et Émelia Bérézan dans « les affres du pouvoir ».

### Casey Randall
Interprétée par Terry Markwell (en) dans la saison 1 de Mission impossible, 20 ans après.
Elle est designer de renommée mondiale. Partie en amont, elle est tuée au combat, capturée après avoir espionné les dictateurs déchus Luis et Émilia Bérézan et s'être fait injecter de force une dose mortelle (S1é12, les affres du pouvoir). Elle a été remplacée dans l'équipe par Shannon Reed, recrutée pour faire tomber le couples de dictateurs.

## Saga cinématographique

### Ethan Hunt

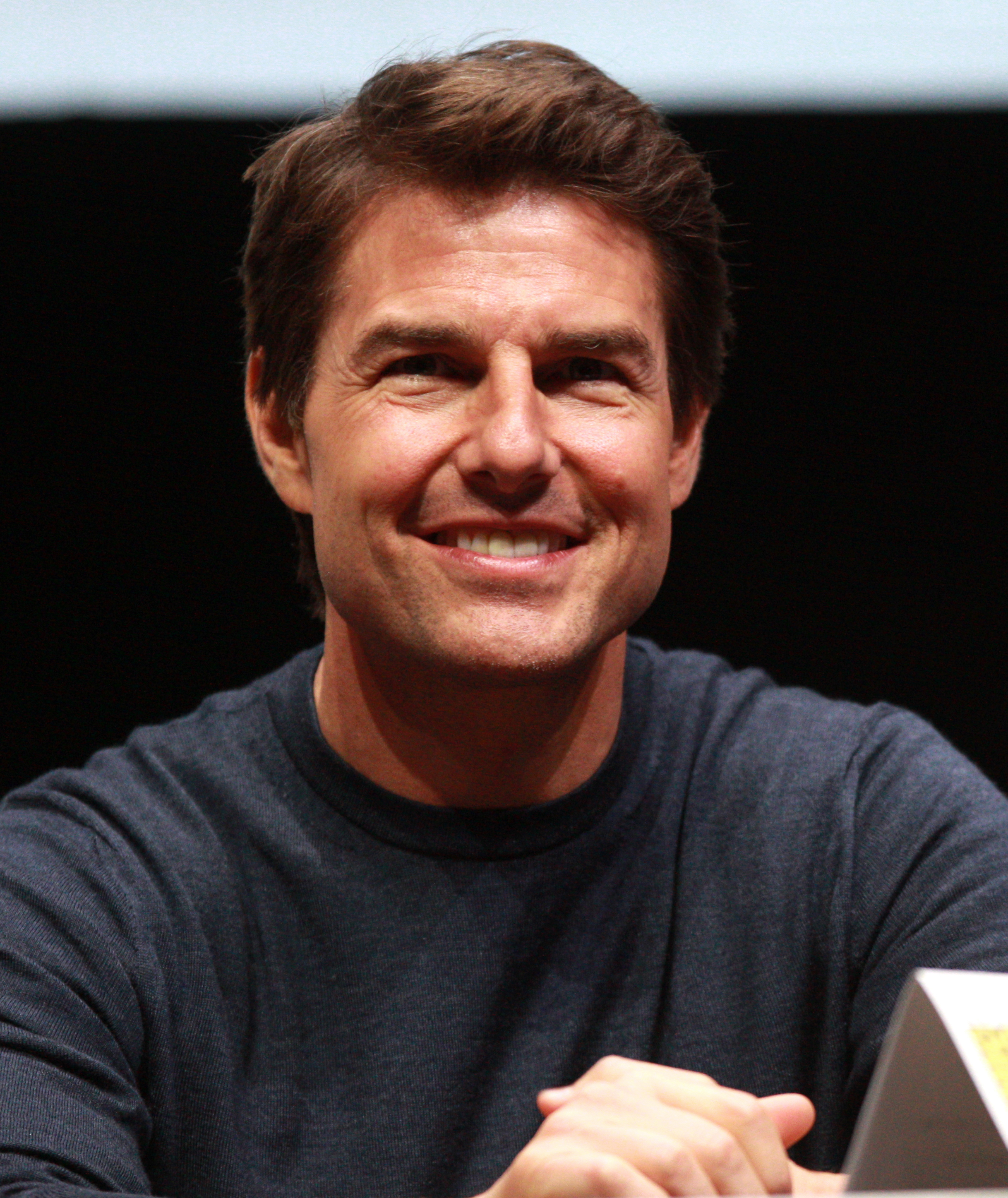
Tom Cruise.

Interprété par Tom Cruise dans les huit films.

#### Mission impossible 1
Ethan Hunt est un membre de l'équipe de la Force Mission Impossible, dirigée par le vétéran Jim Phelps. Au cours d'une mission à Prague qui tourne mal, toute l'équipe est éliminée, et seul Hunt en sort vivant. De lourdes preuves l'accusant d'être un traitre, Ethan s'échappe et tente de découvrir qui est celui qui a trahi les siens, et par la même occasion de s'innocenter. Pour réussir sa mission, il fait appel à d'autres agents désavoués de la Force Mission Impossible.

#### Mission impossible 2
Ethan Hunt se voit confier la mission de retrouver un puissant virus mortel nommé « la Chimère », tombé aux mains d'un certain Sean Ambrose, ancien agent et collègue d'Ethan. Il réunit une équipe composée de Luther Stickell, qu'il avait recruté pour sa précédente mission, William Baird, dit « Billy » et Nyah Nordoff-Hall, l'ancienne petite amie de Sean...

#### Mission impossible 3
Ethan Hunt ne travaille plus sur le terrain et forme les nouveaux agents de la Force Mission Impossible. Fraîchement fiancé à Julia, qui ignore tout de son véritable travail, il n'aspire plus qu'à vivre des jours heureux avec elle. Mais lorsque la première recrue d'Ethan, envoyée sur le terrain, est capturée lors d'une mission en Allemagne par le trafiquant d'armes Owen Davian, qu'elle tentait de coincer, c'est à Ethan qu'on demande de mener la mission de sauvetage...

#### Mission impossible  4: Protocole fantôme
Après avoir été incarcéré, Ethan est de retour sur le terrain. Officiellement impliquée dans un attentat visant le Kremlin de Moscou, la Force Mission Impossible est totalement discréditée et le président américain lance le « Protocole Fantôme ». Secondé par quelques autres collègues, Ethan Hunt tente de blanchir l'agence et ses partenaires tout en déjouant une nouvelle tentative d'attentat.

#### Mission impossible 5: Rogue Nation
Ethan Hunt, désormais isolé et sans ressources, après que la Force Mission Impossible a été dissoute par le gouvernement américain, doit affronter un réseau d’agents spéciaux particulièrement entraînés, le Syndicat. Cette organisation sans scrupule est déterminée à mettre en place un nouvel ordre mondial à travers des attaques terroristes de plus en plus violentes. Ethan regroupe alors son équipe et fait alliance avec Ilsa Faust, agent britannique désavouée, dont les liens avec le Syndicat restent mystérieux. Ensemble, ils vont s’attaquer à la plus impossible des missions : découvrir la vérité derrière le Syndicat et tenter de démanteler l'organisation.

#### Mission impossible 6: Fallout
Ethan Hunt et son équipe d'agents de l'organisation « Mission impossible », ainsi que le ministre et ancien chef de la CIA Alan Hunley et l'agent britannique Ilsa Faust, reviennent une fois de plus dans une course contre la montre alors qu'ils doivent se battre pour sauver la planète du « Syndicat » et de son chef maléfique Solomon Lane.

#### Mission impossible: Dead Reckoning
Ethan Hunt, au service de Mission Impossible depuis des décennies, fait face à un ennemi d'un nouveau genre : une intelligence artificielle nommée « l'Entité », intangible, omniprésente, capable d'influencer comme jamais notre monde d'aujourd'hui. Entré en possession d'un indice qui pourrait permettre à quiconque parvenant à suivre la piste de contrôler le destin de cette I.A., Ethan Hunt ne suit plus les ordres du gouvernement américain, mais s'assigne lui-même une mission : mettre un terme à la menace de l'Entité par tous les moyens. Mais alors qu'il est traqué par le monde entier, Ethan va découvrir que cette Entité connaît tout de lui, s'est alliée à des ennemis de son passé d'avant Mission Impossible, et que pour la vaincre et sauver l'avenir, il devra sacrifier ce qu'il a de plus cher au monde.

#### Mission impossible: The Final Reckoning
Après avoir récupéré la clé en Autriche, Ethan Hunt doit rechercher l'épave du sous-marin russe Sebastopol. Celui-ci avait été coulé par "l'Entité", présente à bord. Pendant ce temps, Luther cherche à traquer "l'Entité" sur le disque dur de son ordinateur portable piraté à Venise, tandis que Grace devient officiellement un agent de la Force Mission Impossible après avoir accepté le "choix" que lui a donné Kittrige dans le train en Autriche. L'équipe d'Ethan Hunt pourra compter sur l'aide d'un employé de la CIA en Alaska pour retrouver le sous-marin.

### Luther Stickell

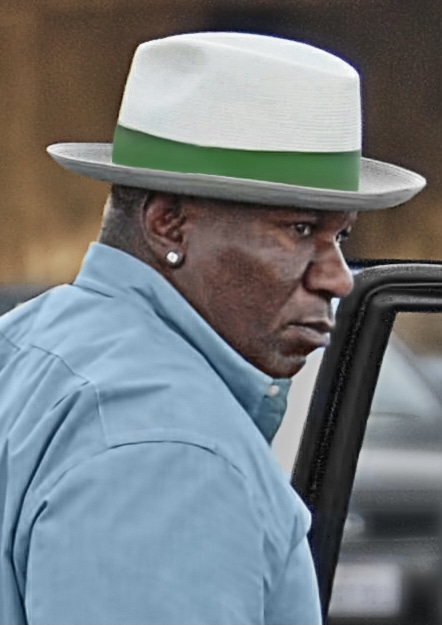
Ving Rhames.

Interprété par Ving Rhames dans les huit films
Luther est un pirate informatique renommé auquel fait appel Ethan Hunt pour infiltrer le siège de la CIA à Langley. Alors que l'autre mercenaire engagé, Franz Krieger, était un traître, Luther aide Ethan. Une fois le complot déjoué, Luther est blanchi et peut réintégrer la CIA. Plus tard, Ethan Hunt fait à nouveau appel à Luther, pour stopper un ancien agent, Sean Ambrose. Ce dernier a dérobé un virus, « la Chimère ». Luther doit ensuite sortir Ethan de sa semi-retraite lorsque sa protégée Lindsay Farris est enlevée. Toute l'équipe suspecte alors Owen Davian. Luther n'est pas impliqué dans la mission d'Ethan dans laquelle il traque Kurt Hendricks. Luther retrouve Ethan après le succès de la mission pour boire une bière à Seattle.

### Benji Dunn

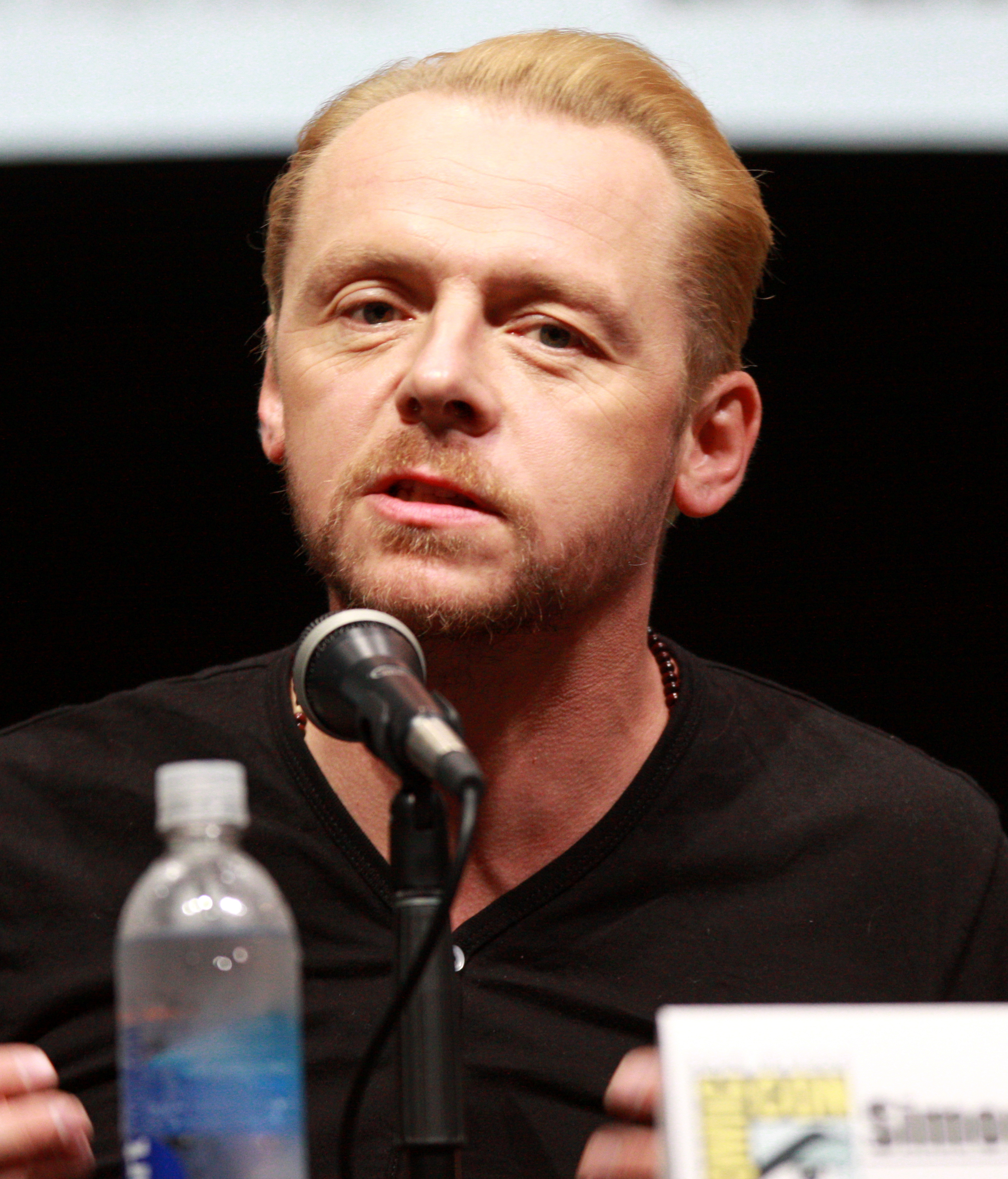
Simon Pegg.

Interprété par Simon Pegg dans six films.
Benjamin « Benji » Dunn est un spécialiste en informatique. Il aide Ethan Hunt dans son combat contre Owen Davian pour sauver la femme d'Ethan, Julia Mead. Ils refont ensuite équipe à plusieurs reprises. Avec Luther, il est le seul équipier récurrent d'Ethan.

### Ilsa Faust
Interprétée par Rebecca Ferguson dans Rogue Nation (2015), Fallout (2018), The Dead Reckoning (2023)
Ilsa Faust est une ancienne agent du MI6 désavouée, rencontrée par Ethan Hunt en mission. Elle le sauve de la torture. 

### Eugene Kittridge
Interprété par Henry Czerny dans trois films.
Après l'échec cuisant d'une mission à Prague, Ethan Hunt prend contact avec son supérieur, Eugene Kittridge. Mais l'agent IMF se rend compte qu'il s'agit d'un piège. 30 ans plus tard, il dirige la CIA et la FMI.

### Jasper Briggs
Jasper Briggs et son partenaire Theo Degas sont des agents chargés de traquer Ethan Hunt, qui possède  l'une des clés permettant de déverrouiller l'Entité. Briggs est également convaincu que Hunt est responsable de la trahison de son père, Jim Phelps Sr, en 1996. Briggs collabore avec Ethan et Degas pour sauver les passagers d'un train sur le point de dérailler.
Lorsque Hunt réapparaît deux mois plus tard, Briggs poursuit sa vendetta contre lui, avant de constater sa loyauté envers son équipe. Découvrant la vérité sur son père, Briggs et Hunt se réconcilient.